# Juan Pla y Mas
Juan Pla y Mas (Sabadell, 1838? - Barcelona, 15 de agosto de 1919) fue un político y contador español.

## Biografía
Hijo de un fabricante de tejidos de algodón con tienda en Sabadell, cursó estudios relacionados con la industria, el comercio o la economía y ayudó en el negocio familiar.
En 1871 fue uno de los miembros fundadores, y tesorero, de la Academia Científico-Mercantil de Barcelona, la primera en el ámbito económico y empresarial que se creó en Cataluña (y que posteriormente se convertiría en el Colegio Oficial de Titulados Mercantiles y Empresariales de Barcelona). En 1895 sería elegido presidente de la sección 1.ª de dicha academia para el bienio 1896–97.
Tras sus primeros pasos en la política local de Sabadell (en marzo de 1871 fue el candidato más votado en las elecciones de diputados provinciales del distrito sabadellense), en 1872 dio un salto al ámbito español: fue nombrado diputado de las Cortes Españolas en dos legislaturas del Sexenio Democrático. Primero fue elegido diputado por el distrito de Terrassa en las elecciones generales de agosto de 1872, bajo el breve reinado de Amadeo I. La legislatura quedó interrumpida al cabo de unos meses, y en las nuevas elecciones, en mayo de 1873 (ya en la Primera República), volvió a ser elegido diputado por el distrito de Terrassa, labor que desempeñó hasta enero de 1874.
Era miembro del Partido Republicano Democrático Federal, formación liderada por Francisco Pi y Margall y en cuyas filas había otros políticos e intelectuales de renombre, sobre todo catalanes, como Estanislao Figueras, Anselmo Clavé, Joaquim Riera, Valentín Almirall, Narciso Monturiol o Ildefonso Cerdá.
Tras el golpe de Estado del general Pavía, pasó varios meses encarcelado en el Palacio de la Aljafería (Zaragoza). Finalizada la Primera República, siguió ligado a los grupos catalanes de ideología republicana y federalista y participó en multitud de mítines y otros actos, en muchos de los cuales abogaba por la unión del republicanismo.
Fue socio del Ateneo Barcelonés y formó parte de su junta directiva. En ella desempeñó varios cargos, como los de contador (lo que hoy equivaldría a un interventor o responsable de contabilidad), conservador, secretario o vocal. En mayo de 1882 participó en la redacción de un extenso plan económico de ayuda para el Ateneo.
Era masón, en una época en que el vínculo entre masonería y republicanismo era grande. En marzo de 1881 era el presidente de una logia llamada Vera, y en marzo de 1889 lo era de otra denominada Libertad del Porvenir, ambas barcelonesas. En junio de 1889, su única hija, María, fue iniciada en la logia de adopción Integridad n.º 1 (también de Barcelona) con otras dos mujeres, un hecho poco habitual en aquellos tiempos.
En julio de 1898 empezó a trabajar como contador del Ayuntamiento de Badalona. Aunque ya tenía unos 60 años, mantendría este trabajo durante más de 20 años aún, hasta el final de sus días. Vivió esos últimos años en bastante soledad, tras el fallecimiento de su mujer y de su única hija en 1899 y 1901, respectivamente. Murió en Barcelona el 15 de agosto de 1919.